# Église Saint-Martin de Faucogney-et-la-Mer
Pour les articles homonymes, voir Église Saint-Martin et Saint-Martin.
L'église Saint-Martin est une église catholique située à Faucogney-et-la-Mer, en France.

## Description

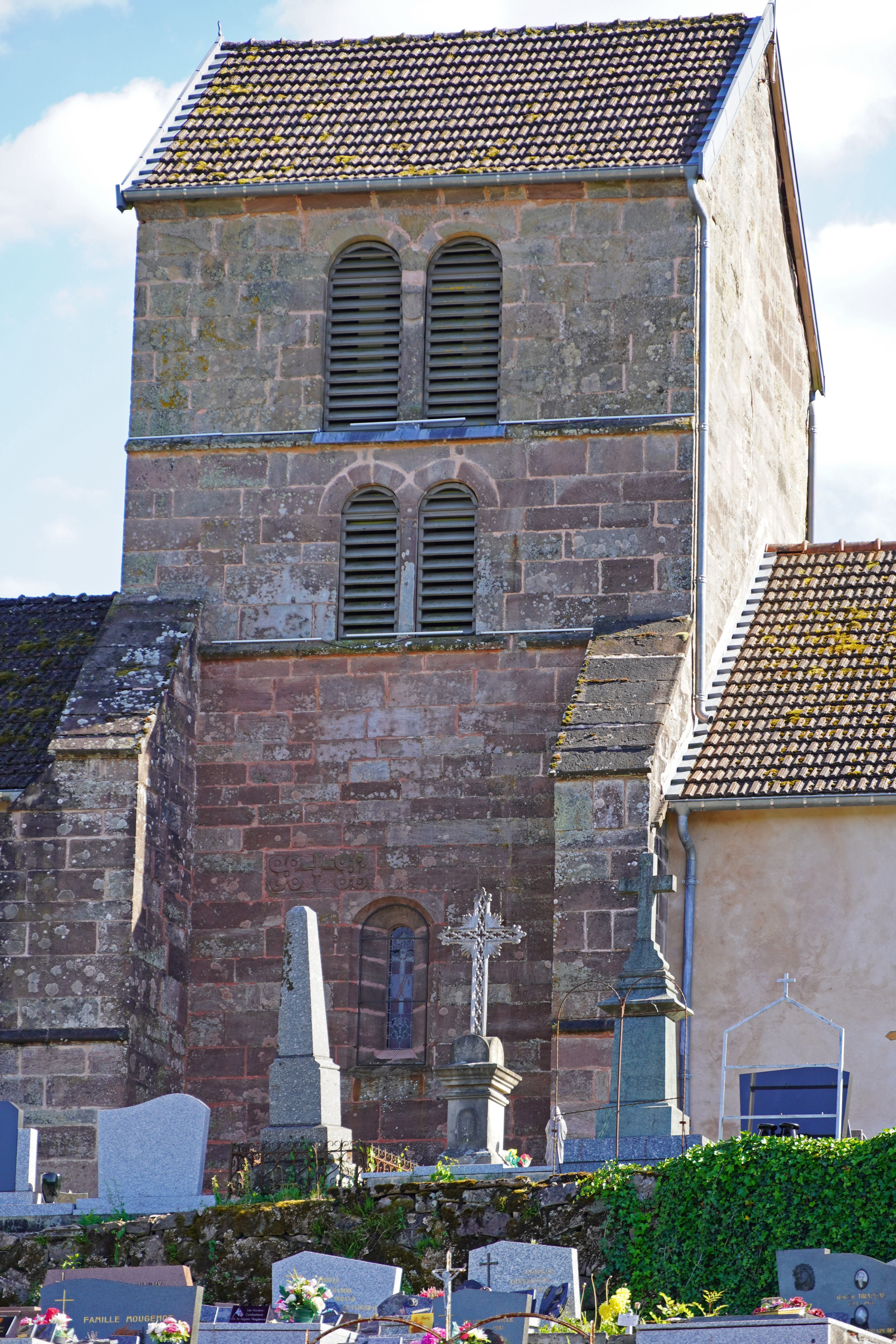
Le clocher en bâtière.

C'est une des rares églises de Haute-Saône à avoir un clocher en bâtière

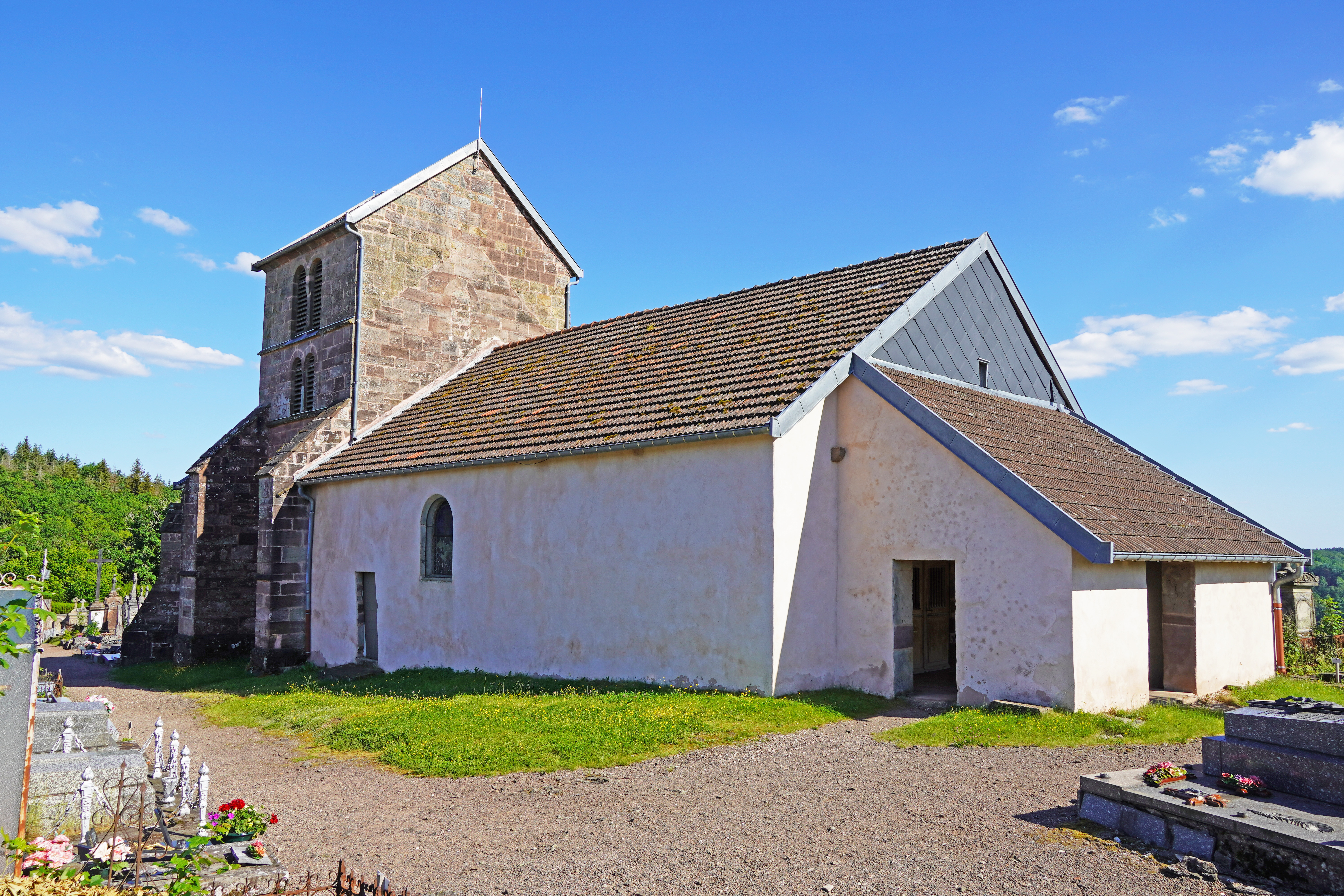
Vue arrière.
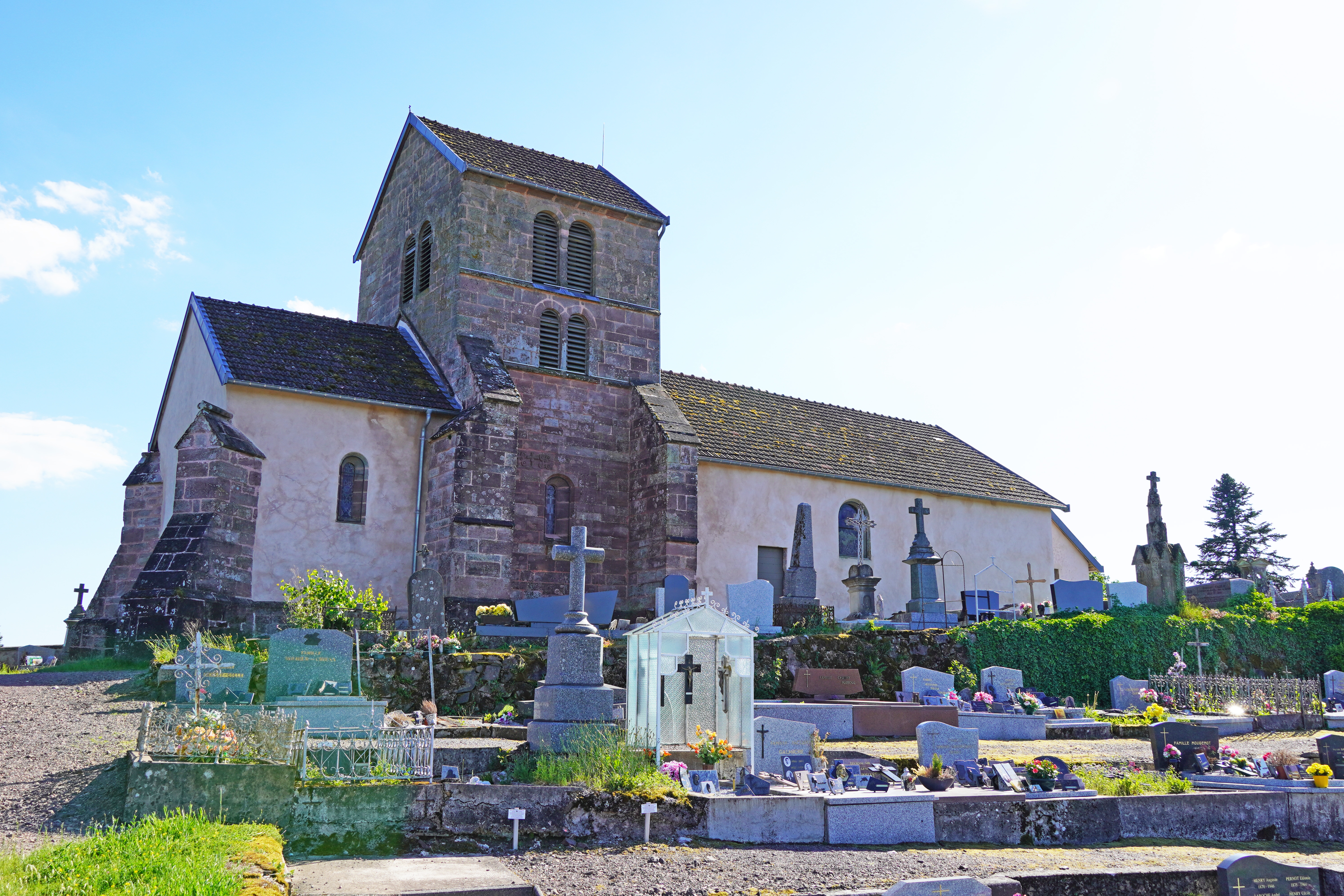
Vue latérale.
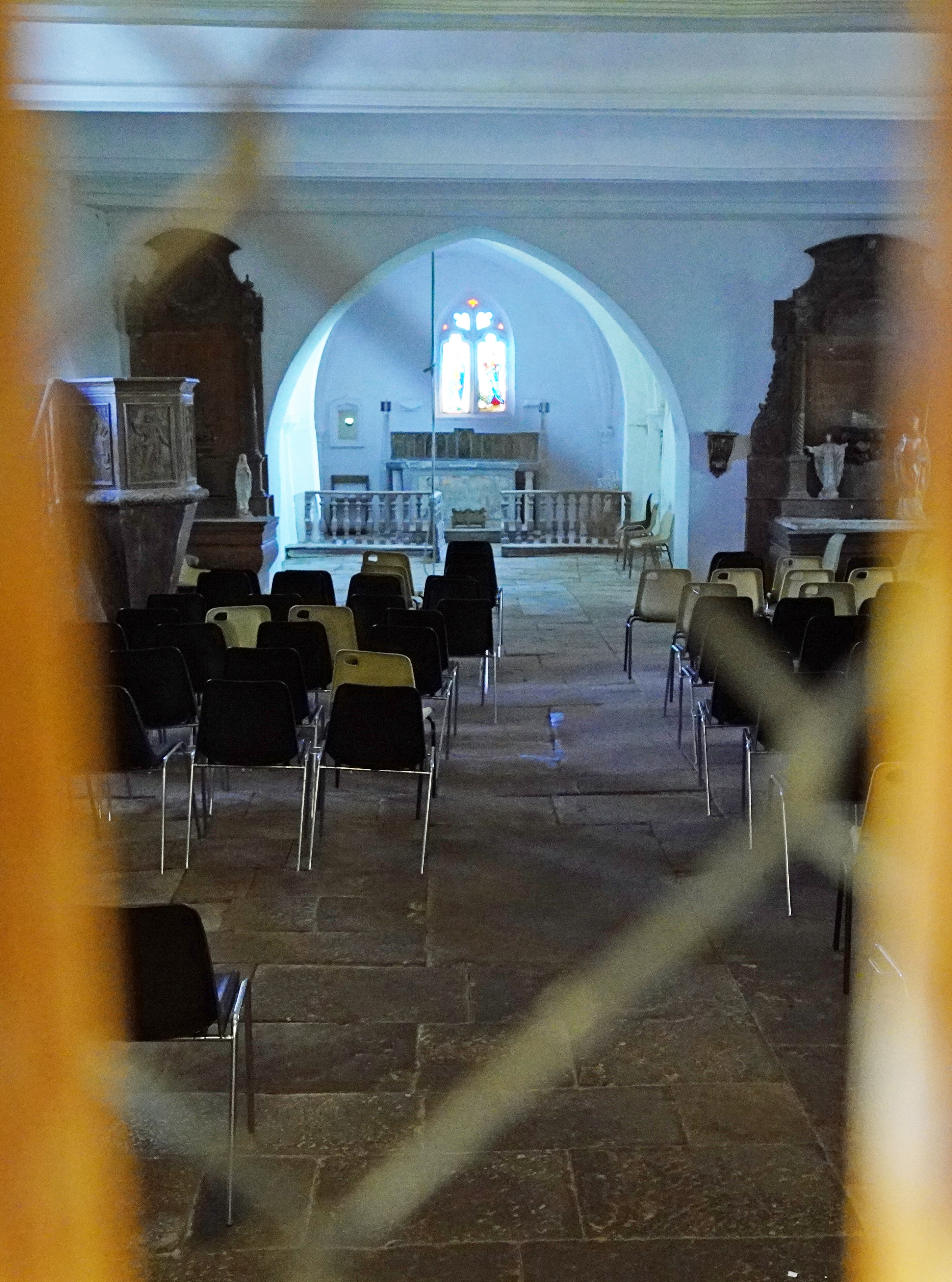
Vue intérieure.

## Localisation
L'église est située sur la commune de Faucogney-et-la-Mer, dans le département français de la Haute-Saône. Elle est construite en haut de la montagne Saint-Martin et donne vue de deux côtés: vers le village de Faucogney au nord et vers le hameau d'Annegray vers le sud.

La montagne Saint-Martin surmontée par la chapelle.
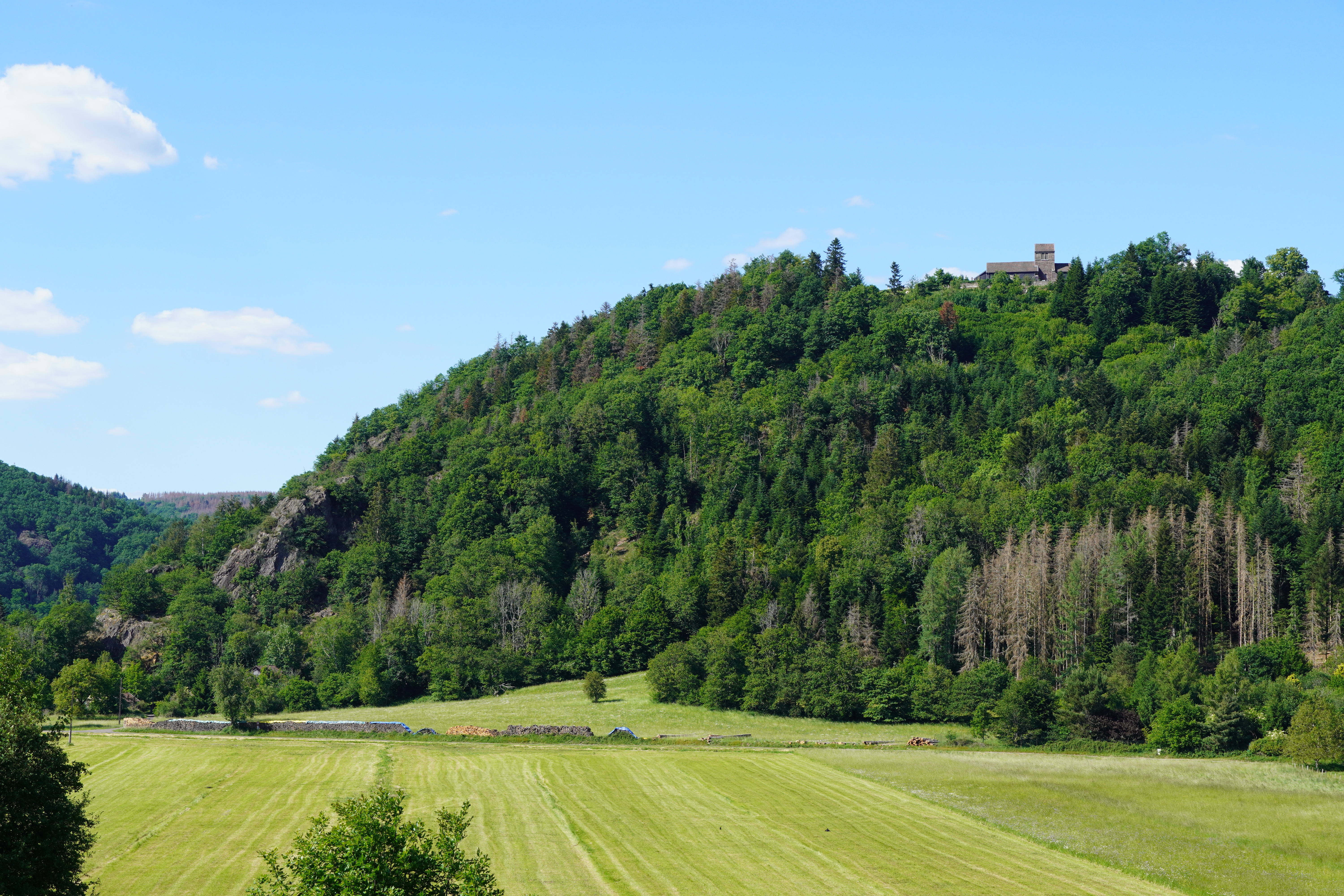
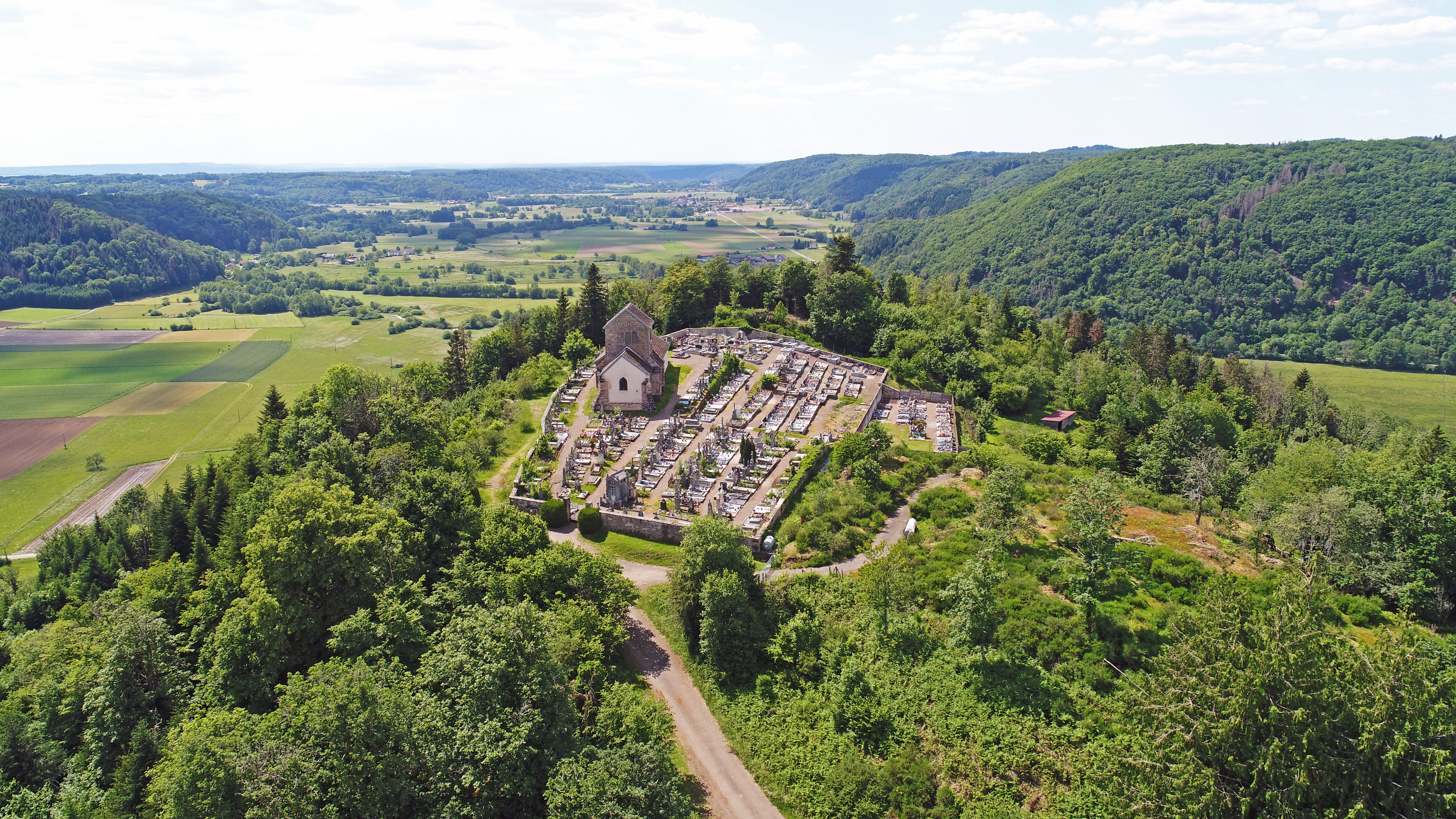
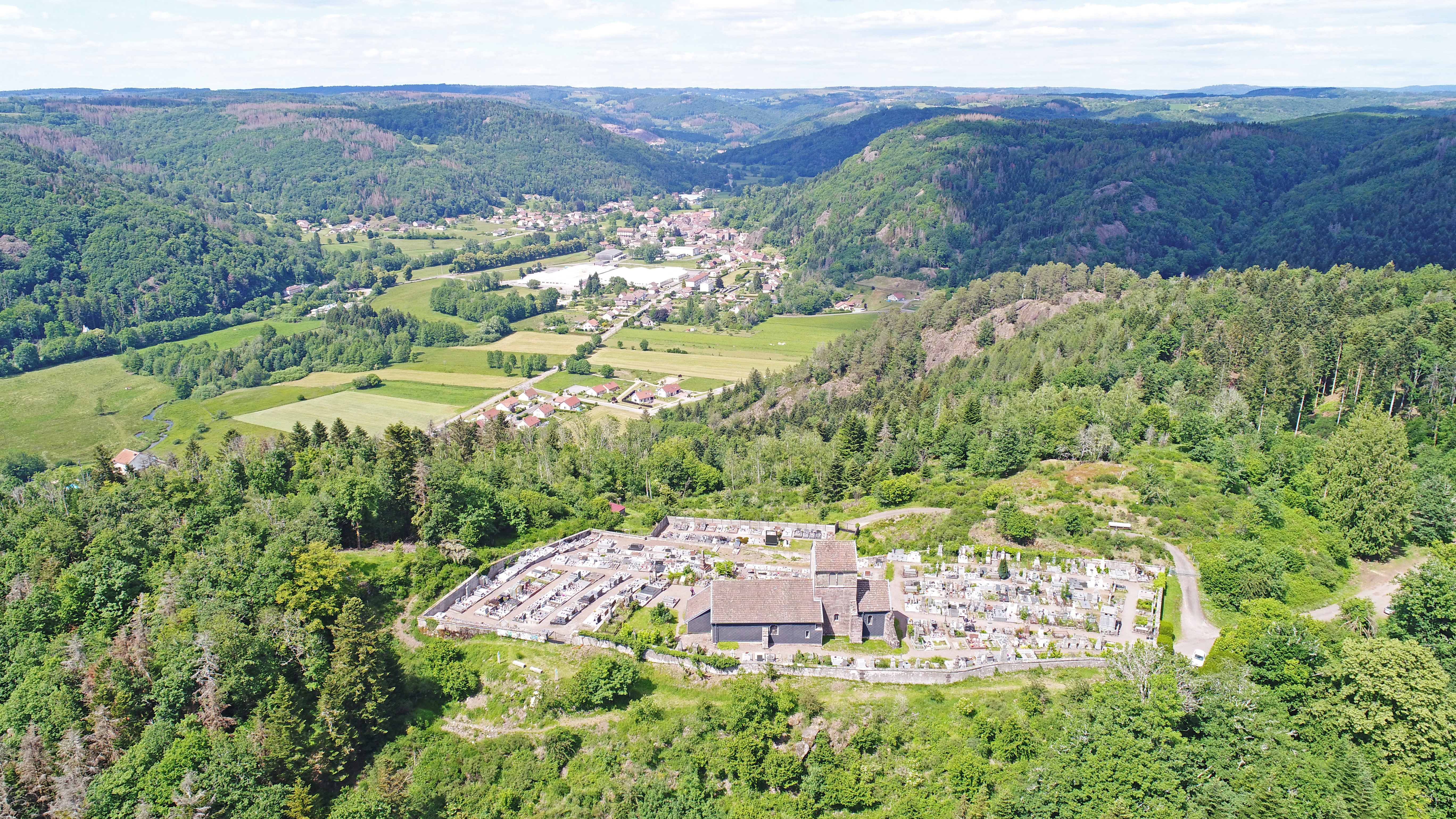
Le bourg de Faucogney en arrière-plan.
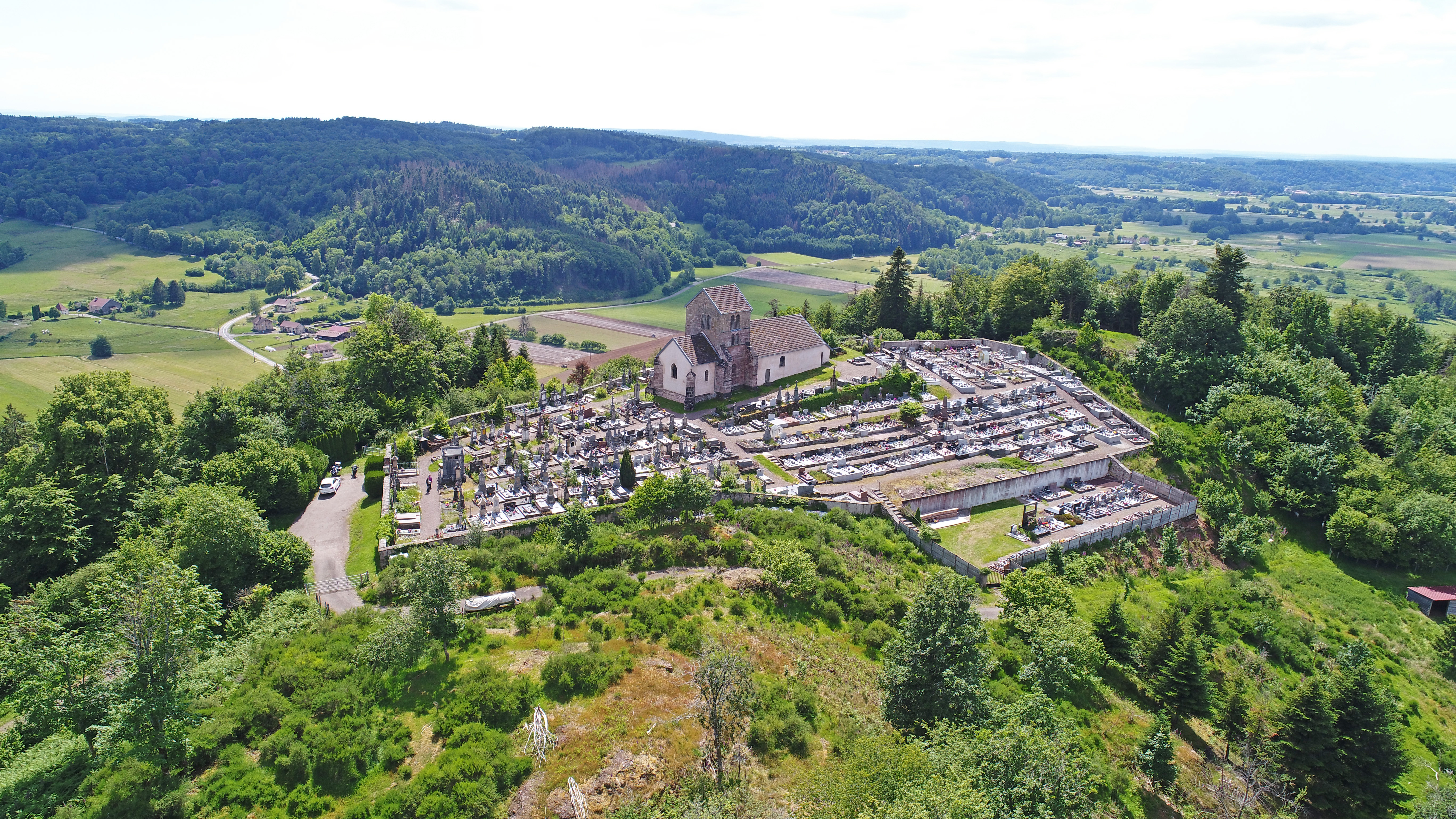

## Historique
L'édifice est inscrit au titre des monuments historiques en 1944.